# Ngô Song Chiến
Ngô Song Chiến (giản thể: 吴双战; phồn thể: 吳雙戰; bính âm: Wú Shuāngzhàn; sinh tháng 2 năm 1945) là Thượng tướng Lực lượng Cảnh sát Vũ trang Nhân dân Trung Quốc (PAP). Ông từng giữ chức vụ Ủy viên Ban Chấp hành Trung ương Đảng Cộng sản Trung Quốc khóa XVI và khóa XVII, Tư lệnh Lực lượng Cảnh sát Vũ trang Nhân dân Trung Quốc.

## Tiểu sử
Ngô Song Chiến sinh tháng 2 năm 1945 tại Thanh Phong, tỉnh Hà Nam. Tháng 12 năm 1963, Ngô Song Chiến gia nhập Quân Giải phóng Nhân dân Trung Quốc. Tháng 6 năm 1965, ông được kết nạp vào Đảng Cộng sản Trung Quốc.
Tháng 12 năm 1963 đến tháng 4 năm 1967, ông là chiến sĩ Lục quân. Tháng 4 năm 1967 đến tháng 9 năm 1969, ông đảm nhiệm chức vụ Trung đội trưởng Lục quân. Tháng 4 năm 1970 đến tháng 11 năm 1971, ông là Đại đội trưởng Lục quân.
Tháng 10 năm 1972, ông được bổ nhiệm làm Tham mưu Phòng Tác chiến huấn luyện Bộ Tư lệnh Quân đoàn Lục quân. Tháng 3 năm 1979, ông được bổ nhiệm giữ chức Phó Trưởng phòng Phòng Tác chiến huấn luyện Bộ Tư lệnh Quân đoàn Lục quân. Tháng 12 năm 1980, ông chuyển sang làm Đại đội trưởng Đại đội Giáo đạo Quân đoàn Lục quân. Tháng 4 năm 1983, ông được bổ nhiệm giữ chức Phó Tham mưu trưởng Quân đoàn Lục quân. Tháng 1 năm 1984, ông được bổ nhiệm làm Sư đoàn trưởng Sư đoàn Lục quân. Tháng 7 năm 1985, ông được bổ nhiệm làm Phó Tư lệnh Tập đoàn quân 24 Lục quân. Tháng 6 năm 1990, Ngô Song Chiến được bổ nhiệm giữ chức Phó Tham mưu trưởng Quân khu Bắc Kinh. Tháng 7 năm 1990, ông được thăng quân hàm Thiếu tướng.
Tháng 4 năm 1993, ông được điều động sang làm Ủy viên Đảng ủy Lực lượng Cảnh sát Vũ trang Nhân dân Trung Quốc, Tham mưu trưởng Lực lượng Cảnh sát Vũ trang Nhân dân Trung Quốc đồng thời ông được cải phong quân hàm Thiếu tướng Quân Giải phóng Nhân dân Trung Quốc thành cảnh hàm Thiếu tướng Cảnh sát Vũ trang. Tháng 2 năm 1996, ông được bổ nhiệm làm Ủy viên Đảng ủy Lực lượng Cảnh sát Vũ trang, Phó Tư lệnh kiêm Tham mưu trưởng Lực lượng Cảnh sát Vũ trang Nhân dân Trung Quốc. Tháng 7 năm 1997, ông được phong cảnh hàm Trung tướng Cảnh sát Vũ trang.
Tháng 12 năm 1999, Ngô Song Chiến được bổ nhiệm giữ chức vụ Phó Bí thư Đảng ủy Lực lượng Cảnh sát Vũ trang Nhân dân Trung Quốc kiêm Tư lệnh Lực lượng Cảnh sát Vũ trang Nhân dân Trung Quốc (PAP). Tháng 6 năm 2004, ông được phong cảnh hàm Thượng tướng Cảnh sát Vũ trang.
Tháng 12 năm 2009, Ngô Song Chiến được miễn nhiệm chức Tư lệnh Lực lượng Cảnh sát Vũ trang, thay thế ông là Vương Kiến Bình. Ngày 26 tháng 2 năm 2010, ông được bổ nhiệm làm Phó Chủ nhiệm Ủy ban Tư pháp Nội vụ của Đại hội đại biểu Nhân dân toàn quốc (Quốc hội Trung Quốc) khóa XI nhiệm kỳ 2008 đến năm 2013.